# Joachim Standfest
Joachim Standfest est un footballeur autrichien né le 30 mai 1980 à Leoben. Il évolue au poste de milieu.

## Sélections
- 34 sélections et 2 buts de 2003 à 2008.